# Faris Haroun
Faris Haroun (ur. 22 września 1985 w Brukseli) – piłkarz belgijski podchodzenia czadyjskiego grający na pozycji środkowego pomocnika.

## Kariera klubowa
Haroun ma pochodzenie czadyjskie i paszport tego kraju. Wychował się w amatorskim klubie SC Jette, a następnie występował w młodzieżowej drużynie stołecznego RWD Molenbeek. Pierwszym profesjonalnym klubem w karierze Farisa został zespół Racing Genk. W 2003 roku został włączony do kadry pierwszej drużyny i wtedy też zadebiutował w jego barwach w pierwszej lidze belgijskiej. W swoim debiutanckim sezonie zdobył 3 gole w 12 ligowych spotkaniach i zajął z Genk 4. miejsce w lidze. W sezonie 2004/2005 zaliczył 4 trafienia i był z Genk trzeci w lidze. Swój pierwszy sukces w karierze zawodnik osiągnął w sezonie 2006/2007. Zdobył 5 goli i przyczynił się do wywalczenia wicemistrzostwa Belgii. W Genk grał także w sezonie 2007/2008, a łącznie rozegrał 104 spotkania dla tego zespołu, w których strzelił 16 bramek.
W lipcu 2008 roku Haroun podpisał kontrakt z Germinal Beerschot, obowiązujący do 2012 roku. Sumy transferu nie podano do publicznej wiadomości.
18 sierpnia 2011 podpisał trzyletni kontrakt z Middlesbrough. Następnie grał w Blackpool i Cercle Brugge. W 2017 przeszedł do Royal Antwerp FC.
| Sezon   | Klub               | Kraj   | Rozgrywki     | Mecze | Bramki |
| ------- | ------------------ | ------ | ------------- | ----- | ------ |
| 2003/04 | Racing Genk        | Belgia | Eerste Klasse | 12    | 3      |
| 2004/05 | Racing Genk        | Belgia | Eerste Klasse | 23    | 4      |
| 2005/06 | Racing Genk        | Belgia | Eerste Klasse | 20    | 0      |
| 2006/07 | Racing Genk        | Belgia | Eerste Klasse | 21    | 5      |
| 2007/08 | Racing Genk        | Belgia | Eerste Klasse | 28    | 4      |
| 2008/09 | Germinal Beerschot | Belgia | Eerste Klasse | 31    | 8      |
| 2009/10 | Germinal Beerschot | Belgia | Eerste Klasse | 31    | 10     |
| 2010/11 | Germinal Beerschot | Belgia | Eerste Klasse | 29    | 5      |
| 2011/12 | Middlesbrough      | Anglia | Championship  | 32    | 2      |
| 2012/13 | Middlesbrough      | Anglia | Championship  | 23    | 4      |
| 2013/14 | Middlesbrough      | Anglia | Championship  | 1     | 0      |
| 2013/14 | Blackpool          | Anglia | Championship  | 9     | 0      |
| 2014/15 | Cercle Brugge      | Belgia | Eerste klasse | 13    | 0      |
| 2015/16 | Cercle Brugge      | Belgia | Eerste klasse | 29    | 5      |
| 2016/17 | Cercle Brugge      | Belgia | Eerste klasse | 17    | 3      |
| 2016/17 | Royal Antwerp FC   | Belgia | Eerste klasse | 7     | 0      |
| 2017/18 | Royal Antwerp FC   | Belgia | Eerste klasse |       |        |

## Kariera reprezentacyjna
W reprezentacji Belgii Haroun zadebiutował 2 czerwca 2007 roku w przegranym 1:2 domowym spotkaniu eliminacji do Euro 2008 z reprezentacją Portugalii. W 2008 roku został powołany do kadry Belgii na Igrzyska Olimpijskie w Pekinie.